# سینسئول-دونگ
سینسئول-دونگ (به لاتین: Sinseol-dong) یک منطقهٔ مسکونی در کره جنوبی است که در Dongdaemun District واقع شده‌است. سینسئول-دونگ ۰٫۵۶ کیلومتر مربع مساحت و ۸٬۸۲۹ نفر جمعیت دارد.